# فنسنت روكو
فنسنت روكو (بالإنجليزية: Vincent Rocco)‏ هو مغني أمريكي، ولد في 10 مارس 1967 في بالتيمور في الولايات المتحدة.